# Valea Dăii
Valea Dăii – wieś w Rumunii, w okręgu Marusza, w gminie Albești. W 2011 roku pozostawała niezamieszkana.